# تانانداوا استیشن
تانانداوا استیشن (به لاتین: Tanandava Station) یک منطقهٔ مسکونی در ماداگاسکار است که در مورومبه واقع شده‌است. تانانداوا استیشن ۱۸٬۲۳۵ نفر جمعیت دارد و ۶۵ متر بالاتر از سطح دریا واقع شده‌است.